# Tir als Jocs Olímpics d'estiu de 1900 - Pistola militar
La competició de pistola militar va ser una de les proves de Tir dels Jocs Olímpics de París de 1900. Es disputà l'1 d'agost de 1900 i va donar dos grups de medalles, un per a la prova individual i un altre per a la competició per equips. Hi van prendre part 20 tiradors de 4 nacions diferents, sent 5 els tiradors per equips. Les medalles es donaren segons la màxima puntuació individual i de la suma dels cinc integrants d'un mateix país en sortia el resultat per equips.

## Medallistes
| Prova      | Or                                                                                     | Plata                                                                                | Bronze                                                                                                  |
| Individual | Karl Röderer                                                                           | Achille Paroche                                                                      | Konrad Stäheli                                                                                          |
| Equips     | Suïssa Friedrich Lüthi · Paul Probst · Louis Richardet · Karl Röderer · Konrad Stäheli | França Louis Duffoy · Maurice Lecoq · Léon Moreaux · Achille Paroche · Jules Trinité | Països Baixos Solko van den Bergh · Antonius Bouwens · Dirk Boest Gips · Henrik Sillem · Anthony Sweijs |

## Resultats

### Individual
Cada tirador disposava de 60 trets, sent la puntuació màxima possible 600 punts.
| Posició | Nom             | Puntuació |
| ------- | --------------- | --------- |
| Or      | Karl Röderer    | 503       |
| Plata   | Achille Paroche | 466       |
| Bronze  | Konrad Stäheli  | 453       |
| 4       | Louis Richardet | 448       |
| 5       | Louis Duffoy    | 442       |
| 6       | Dirk Boest Gips | 437       |
| 7       | Friedrich Lüthi | 435       |
| 7       | Léon Moreaux    | 435       |
| 9       | Paul Probst     | 432       |
| 10      | Jules Trinité   | 431       |

| Classificació final (11–20) | Classificació final (11–20) | Classificació final (11–20) |
| --------------------------- | --------------------------- | --------------------------- |
| 11                          | Maurice Lecoq               | 429                         |
| 12                          | Henrik Sillem               | 408                         |
| 13                          | Alban Rooman                | 405                         |
| 14                          | Thèves                      | 404                         |
| 15                          | Antonius Bouwens            | 390                         |
| 16                          | Victor Robert               | 351                         |
| 17                          | Eichorn                     | 345                         |
| 18                          | Solko van den Bergh         | 331                         |
| 19                          | Charles Lebègue             | 318                         |
| 20                          | Anthony Sweijs              | 310                         |

### Per equips
Les puntuacions dels cinc tiradors són sumades per aconseguir la puntuació de l'equip. La puntuació màxima possible és de 3000 punts.
| Posició | Equip                                                            | Puntuació 1 | Puntuació 2 | Puntuació 3 | Puntuació 4 | Puntuació 5 | Total |
| ------- | ---------------------------------------------------------------- | ----------- | ----------- | ----------- | ----------- | ----------- | ----- |
| Or      | Suïssa Röderer, Stäheli, Richardet, Lüthi, Probst                | 503         | 453         | 448         | 435         | 432         | 2.271 |
| Plata   | França Paroche, Duffoy, Moreaux, Trinité, Lecoq                  | 466         | 442         | 435         | 431         | 429         | 2.203 |
| Bronze  | Països Baixos Boest Gips, Sillem, Bouwens, Van den Bergh, Sweijs | 437         | 408         | 390         | 331         | 310         | 1.876 |
| 4       | Bèlgica Rooman, Thèves, Robert, Eichorn, Lebègue                 | 405         | 404         | 351         | 345         | 318         | 1.823 |